# Eric Shipton
Pour les articles homonymes, voir Shipton.
Eric Earle Shipton, né le 1er août 1907 au Sri Lanka et mort le 28 mars 1977 en Angleterre, est un alpiniste, explorateur et écrivain britannique, spécialiste de l'Himalaya.
Infatigable voyageur, Eric Shipton visite toutes les montagnes du monde et devient un spécialiste de l'Himalaya et de l'Asie centrale. Il est l'un des derniers représentants des alpinistes-explorateurs, préférant aux ascensions difficiles la découverte de montagnes inconnues, tout en promouvant les expéditions ultra-légères qui dans ce type d'alpinisme allient mobilité et efficacité.

## Biographie

### Jeunesse
Né le 1er août 1907 à Ceylan (aujourd'hui le Sri Lanka), où son père tenait une plantation de thé, le jeune Eric est emmené par sa mère à Londres, à l'âge de huit ans, pour y faire des études. Ayant échoué au concours d'entrée à Harrow School, il est envoyé à l'école Pyt House dans le Wiltshire. Sa première rencontre avec la montagne remonte à un séjour qu'il fait dans les Pyrénées avec sa famille à l'âge de 15 ans. L'été suivant, il parcourt la Norvège avec un camarade d'école et, moins d'un an après, s'était engagé à fond dans l'alpinisme.

### Afrique et Himalaya

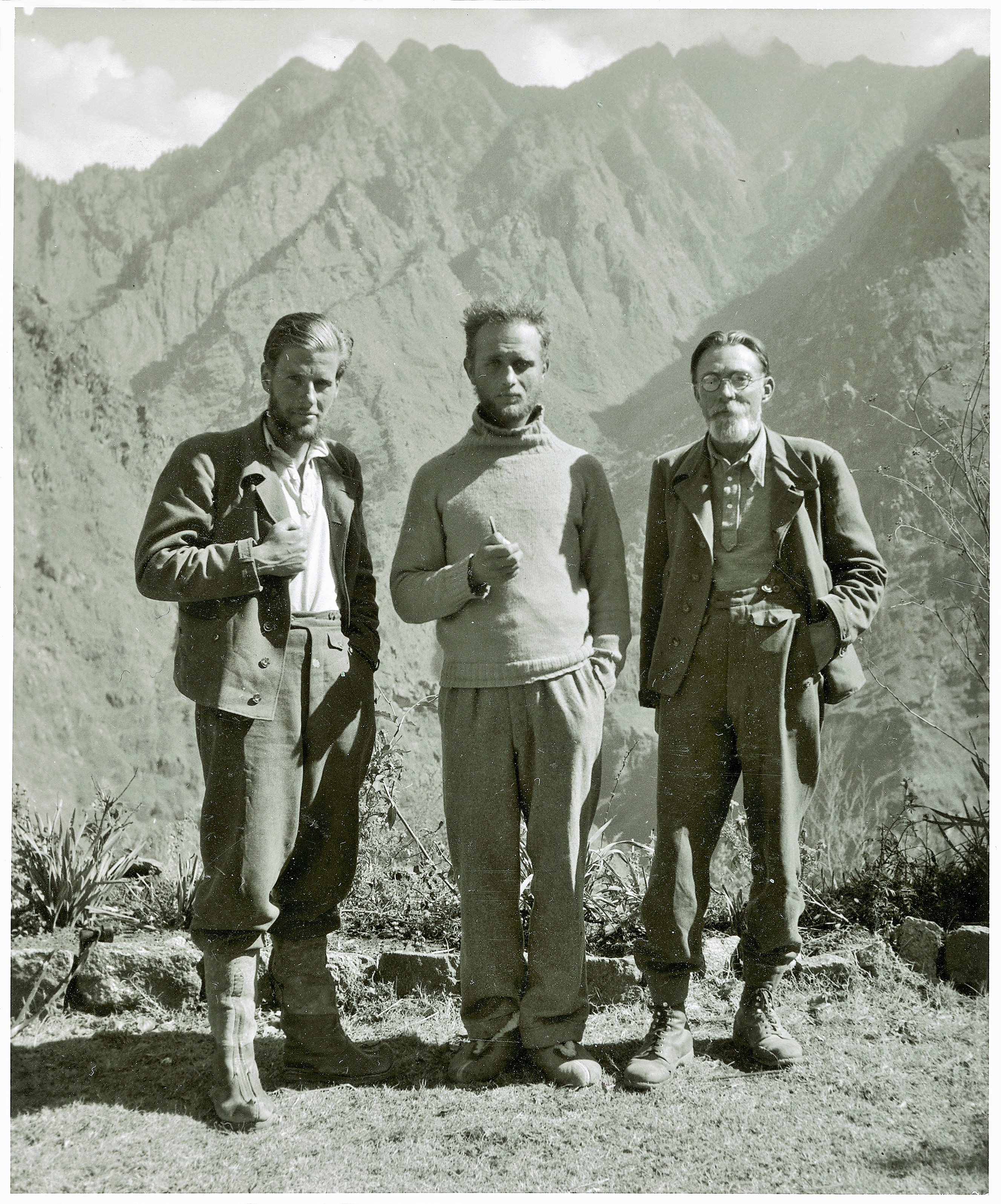
L'expédition de 1936, à gauche Augusto Gansser-Biaggi et à droite Arnold Heim.

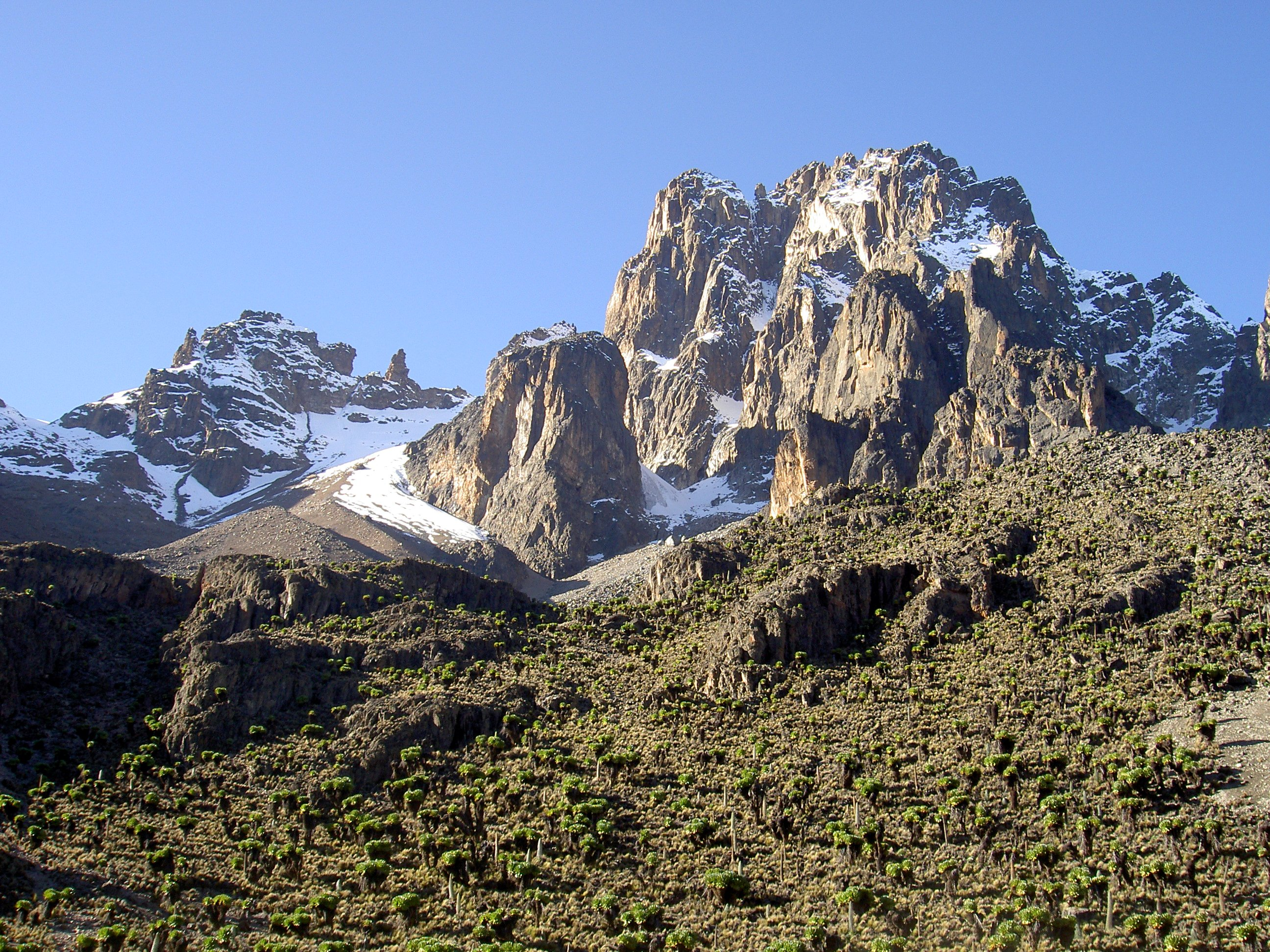
Mont Kenya

En 1928, il se rend au Kenya pour y travailler en tant que planteur de café. Il réalise la première ascension de la pointe Nelion, une cime du mont Kenya, en 1929. C'est au sein de la communauté européenne présente au Kenya qu'il rencontre deux de ses futurs partenaires d'escalade, Bill Tilman et Percy Wyn-Harris. Avec Wyn-Harris, il réalise l'ascension des sommets jumeaux du mont Kenya. Avec Frank Smythe, Shipton fait partie des premiers à fouler le sommet du Kamet, 7 756 mètres, en 1931, ce qui constitue le record d'altitude à l'époque.
Puis, en 1931, il participe à l'exploration du Rwenzori (entre Ouganda et République démocratique du Congo). En 1934, il se rend à Garhwal. Cette dernière expédition, menée avec Tilman et trois porteurs sherpas, est une étonnante campagne d'exploration de conception légère, qui permet de découvrir une voie d'accès au Nanda Devi, via la gorge de Rishi Ganga. C'est cette voie qui permettra à Tillman, deux ans plus tard, de vaincre la Nanda Devi.
Shipton participe en outre aux expéditions britanniques à l'Everest : l'expédition de 1933 (en) menée par Hugh Ruttledge, et l'expédition de reconnaissance de 1935 (en) qu'il dirige et à laquelle participe Tenzing Norgay. Il retourne dans le Garhwal et participe à l'expédition de 1936 (en). Il explore le Karakoram en 1937 et le Hunza en 1939.

### Seconde Guerre mondiale
Pendant la Seconde Guerre mondiale, Shipton est nommé consul à Kachgar en Chine occidentale. En poste entre 1940 et 1942, il a le loisir d'explorer les monts Tian et une partie de la cordillère du Kunlun. Après être rentré brièvement en Angleterre, il est affecté en Perse en tant que anglais : Cereal Liaison Officer pendant 20 mois en 1943–1944. Il est ensuite affecté comme attaché à la mission militaire britannique en Hongrie en tant que « conseiller agricole », poste qu'il occupe jusqu'à la fin de la guerre.

### Après-guerre
Shipton participe à l'expédition de reconnaissance britannique de 1951 qui trace la désormais célèbre route sur le glacier de Khumbu. Elle est la première à accéder au versant Népalais de l'Everest, Shipton en juge l'ascension possible. Au cours de l'expédition, il découvre et photographie une série d'empreintes étranges sur les pentes sud-ouest du glacier Menlung, à 6 100 mètres d'altitude, traces supposées appartenir au légendaire yéti. L'année suivante, il fait partie d'une expédition de reconnaissance au Cho Oyu. À l'automne 1952, il est d'abord choisi pour diriger l'expédition britannique à l'Everest de 1953, mais des divergences de vue avec les promoteurs de l'expédition font qu'il est remplacé par un militaire, John Hunt. En 1957 il prend part à l'exploration du glacier de Siachen (Karakoram) et en 1961 il visite la Terre de Feu et en particulier la cordillère Darwin.

## Ascensions
- 1929 - Première ascension de la pointe Nélion (5 188 m), deuxième plus haute cime du mont Kenya
- 1929 - Arête nord-ouest de la pointe Batian (5 199 m), plus haute cime du mont Kenya, en compagnie de Harold William « Bill » Tilman
- 1931 - Conquête du Kamet en compagnie de Frank Smythe (record d'altitude de l'époque)
- 1932 - Établissement de plusieurs itinéraires sur les monts Speke et Baker, dans la chaîne du Rwenzori
- 1961 - Première ascension du mont Shipton, qu'il prend pour le mont Darwin, en Terre de Feu

## Écrits
- Nanda Devi, Hodder and Stoughton, Londres, 1936 (traduction française Nanda Devi, Transboreal, 2022).
- Blank on the map, Hodder & Stoughton, Londres, 1938.
- Upon That Mountain, Hodder and Stoughton, Londres, 1943.
- The Mount Everest Reconnaissance Expedition 1951, Hodder and Stoughton, Londres, 1952.
- Mountains of Tartary, Hodder and Stoughton, Londres, 1953.
- Land of Tempest, Hodder and Stoughton, Londres, 1963.
- That Untravelled World. Charles Scribner and Sons, 1969.
- The Six Mountain-Travel Books, Mountaineers' Books, 1997.